# Central and Western
Central and Western (chin. trad.: 中西區) – jedna z 18 dzielnic Specjalnego Regionu Administracyjnego Hongkong Chińskiej Republiki Ludowej.
Dzielnica jest położona w zachodniej części regionu Wyspa Hongkong. Powierzchnia dzielnicy wynosi 12,52 km², liczba mieszkańców według danych z 2006 roku 250 064, co przekłada się na gęstość zaludnienia wynoszącą 20 166 os./km².